# 黑漆朱绘六博具
黑漆朱绘六博具是中華人民共和國禁止出国（境）展览文物之一，1973年出土於湖南省长沙市东郊东屯渡乡（今芙蓉区马王堆街道），是马王堆汉墓三号墓的随葬品，現藏于湖南博物院。
六博是先秦时流行、汉时尤盛的一种赌输赢的游戏。

## 规制
黑漆朱绘六博具盒呈正方形，边长45厘米，通高17厘米，整套较为完整。盒面上有飞鸟及云气纹，并以朱漆描绘几何纹。髹黑漆木的博局（即棋盘），用象牙条嵌出方框和曲道。盒底有小格放置博戏用具。博戏用具主要有：博局（棋盘）、其（棋子）、筭（筹码）、采或焭（骰子）、刀、削、小铲。本套博具参数：十八面体径4.5厘米的木质髹深褐色漆骰子，12根象牙箸状长筹码，30根象牙箸状短筹码，12枚象牙大棋子，18枚小棋子，1件小木铲，1个象牙削刀和1件环首角质刻刀等，皆放置在漆盒底内。

## 图集

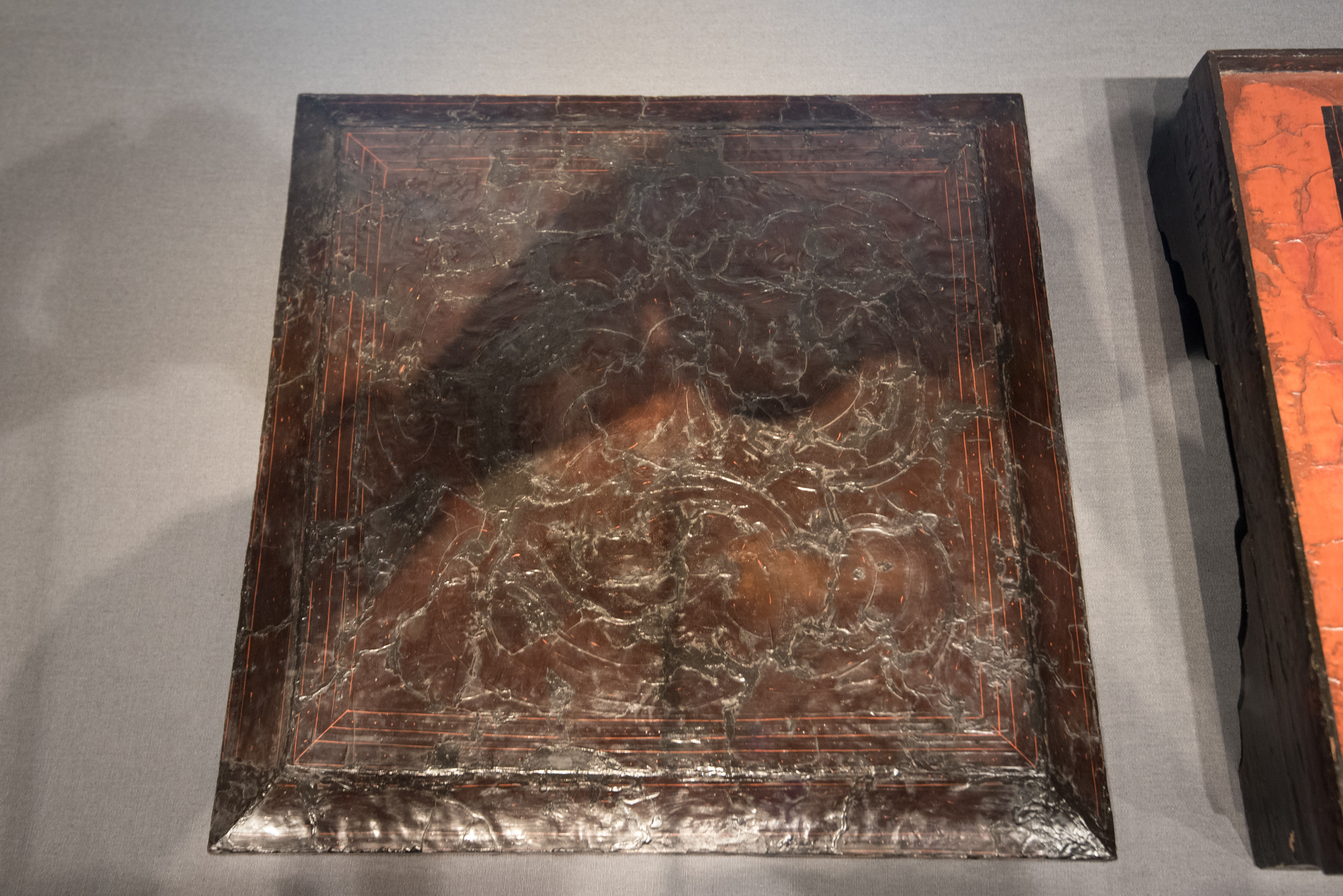
盒面
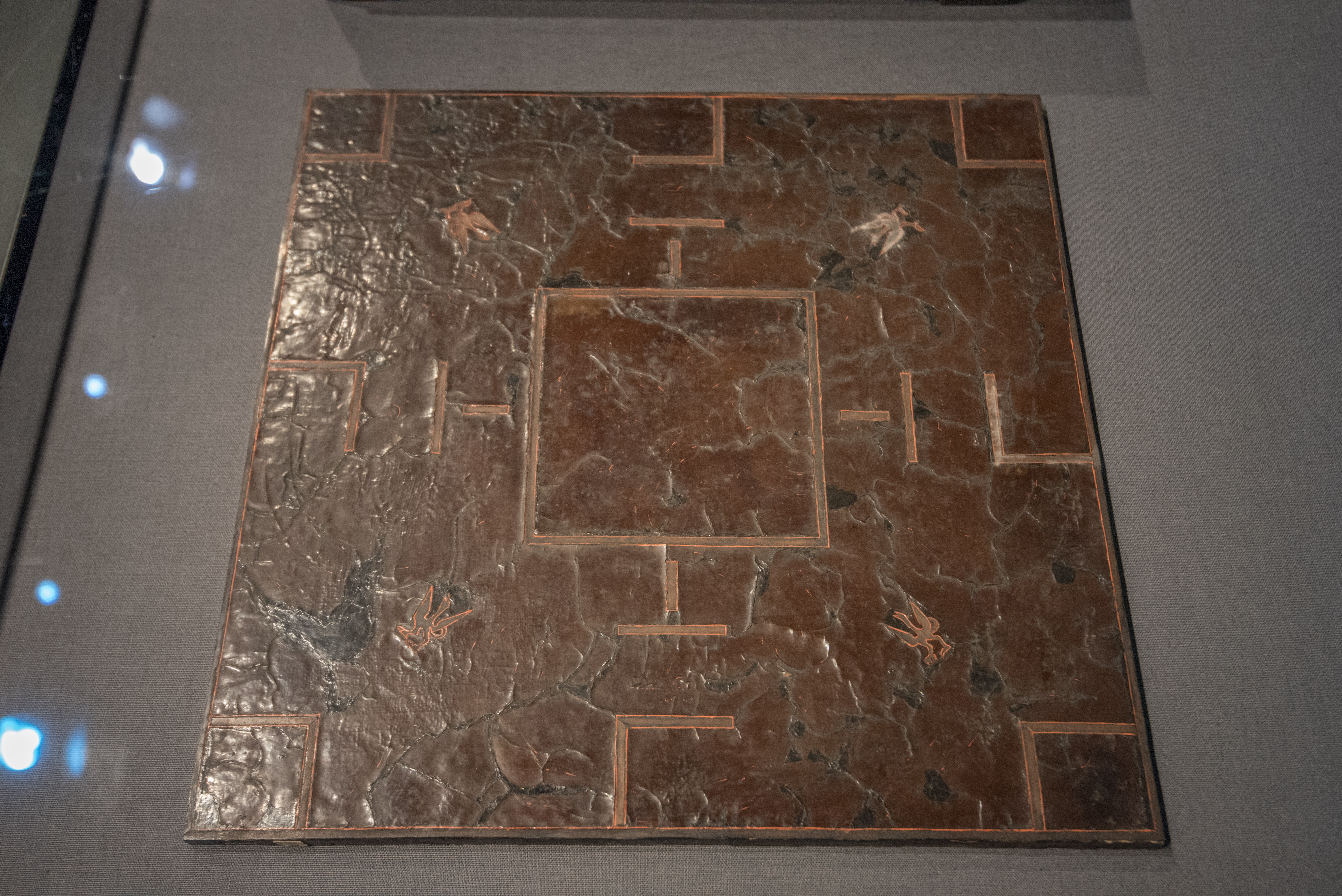
博局（棋盘）
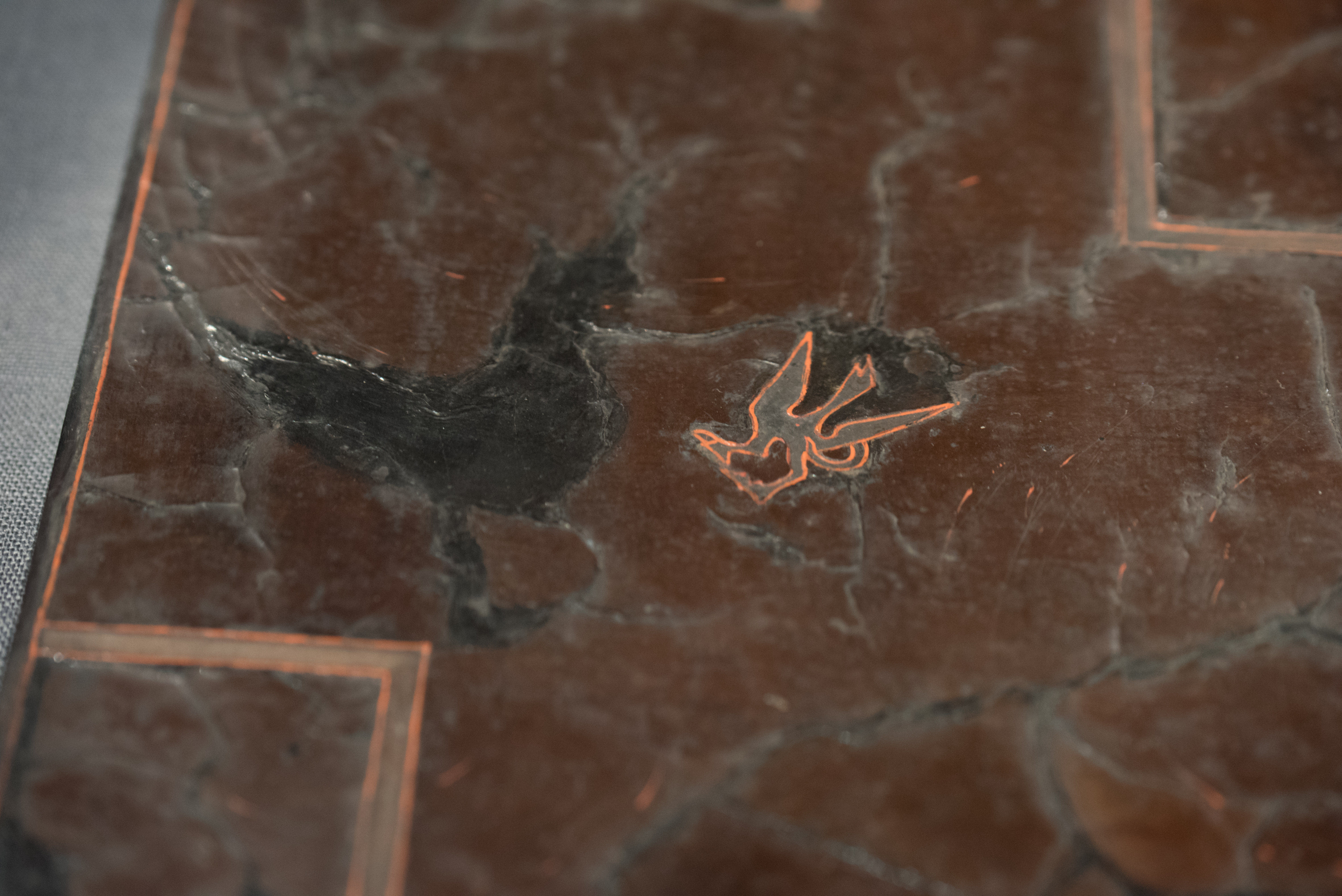
飞鸟纹
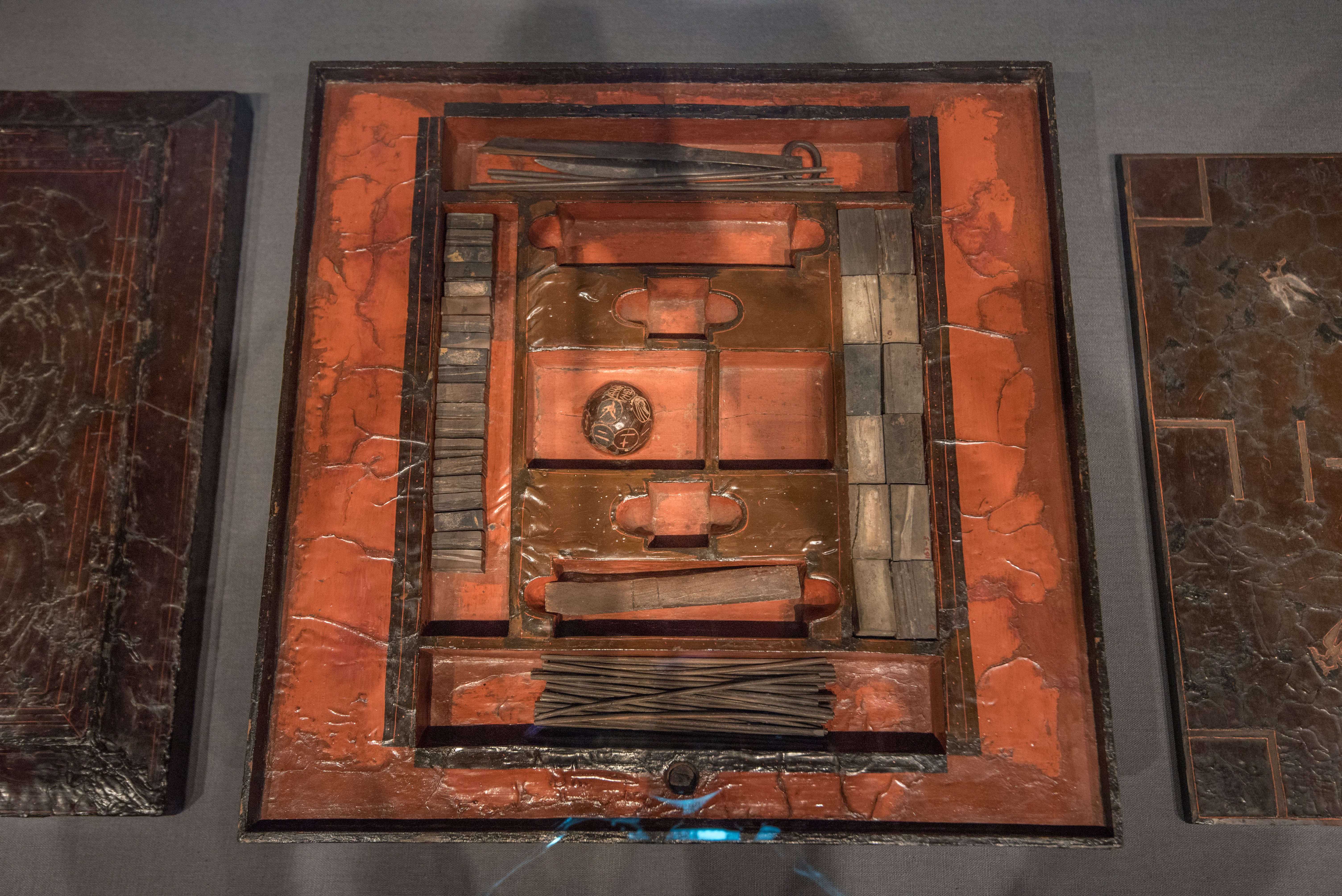
盒底
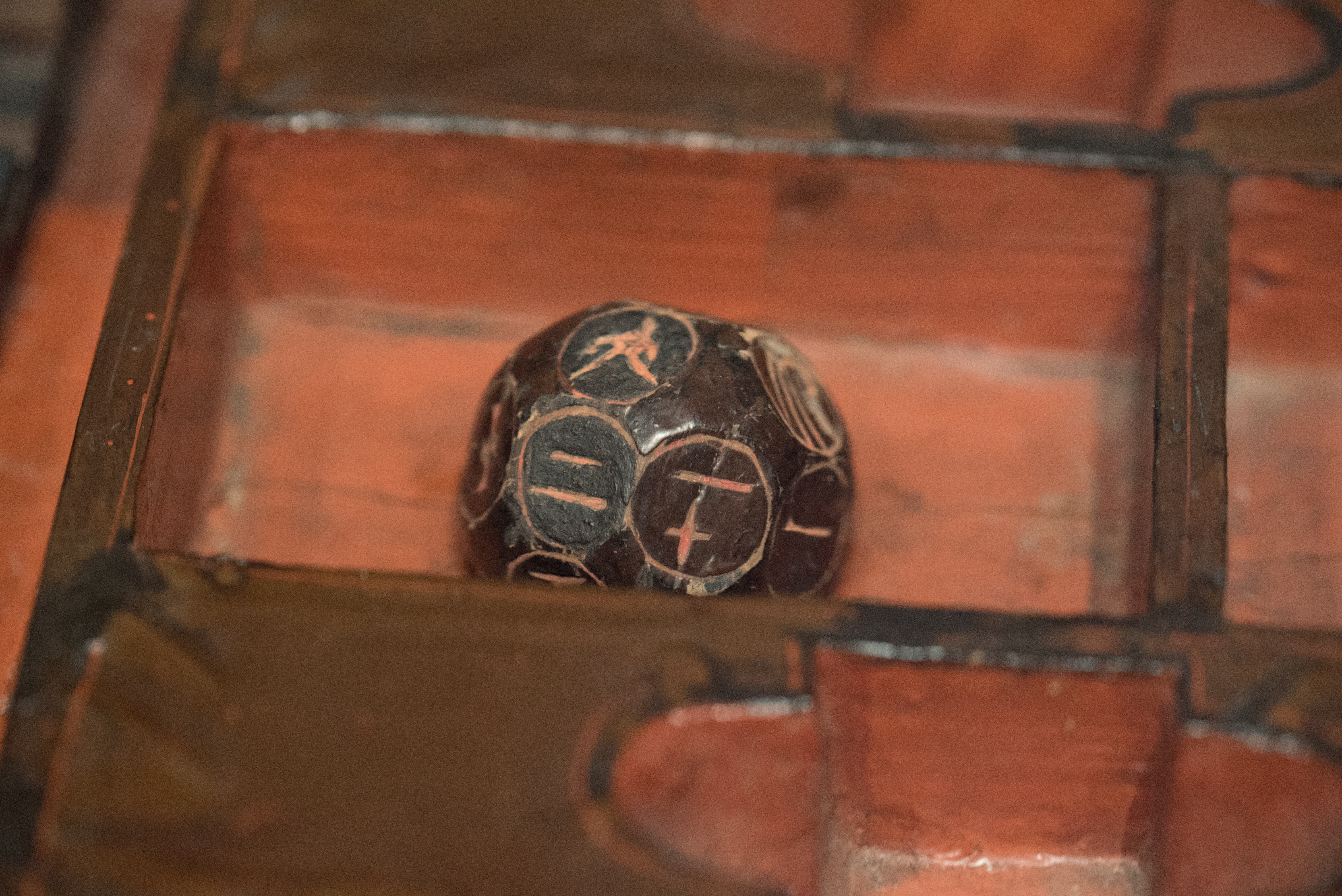
十八面体骰子
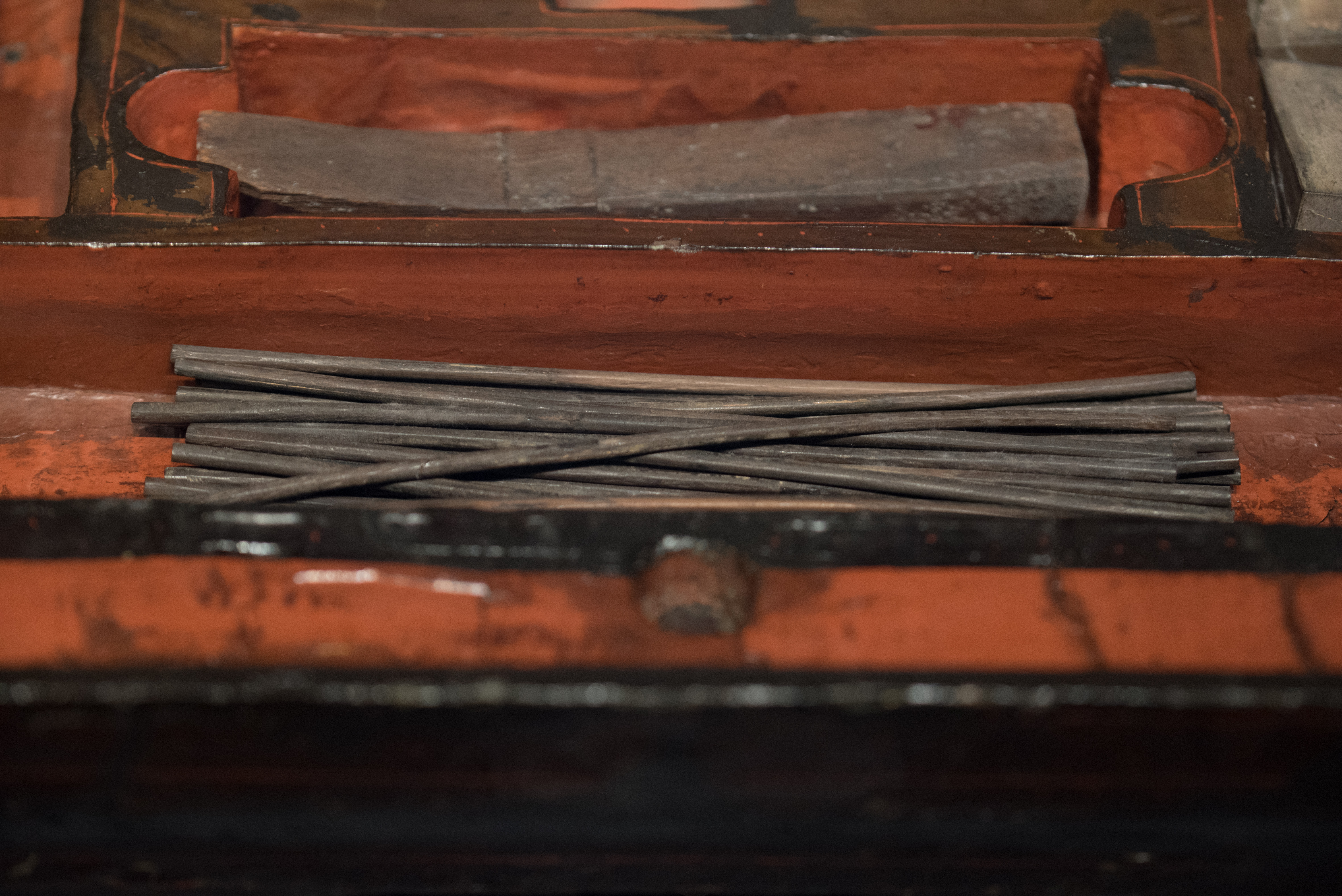
筹码
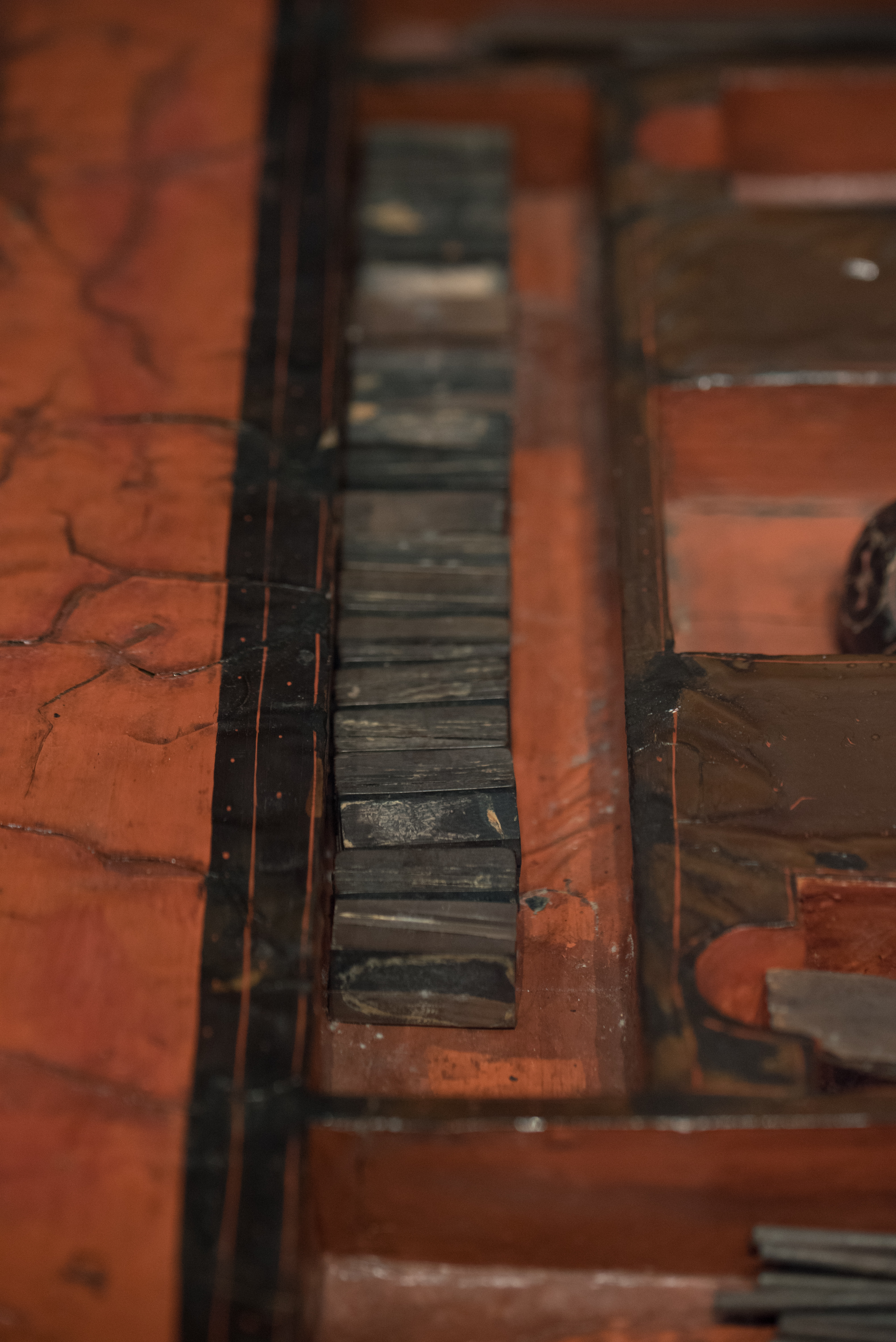
小棋子
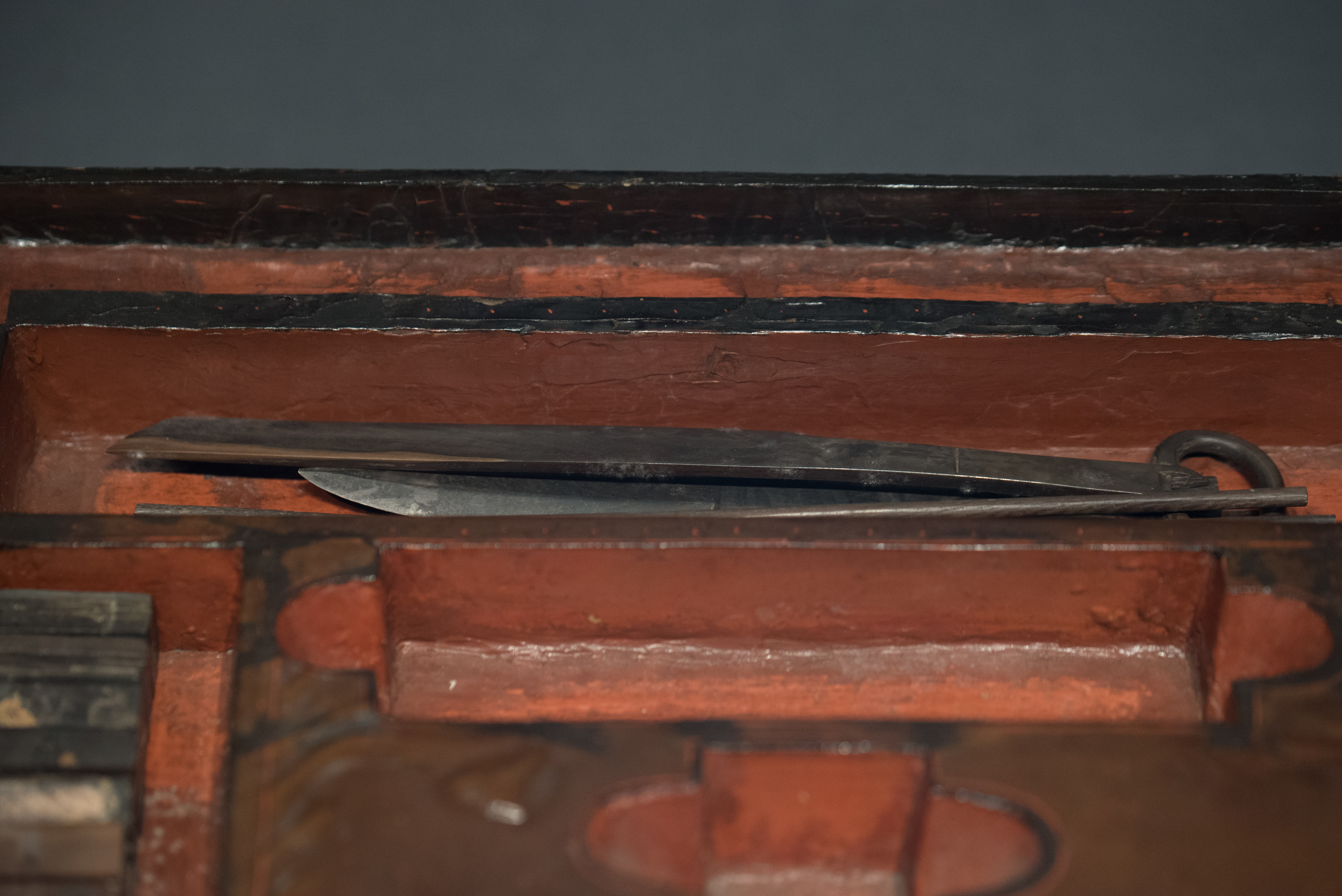
削刀和环首刻刀